# Abu Amir, el monje
Abu Amir, el Monje (?-632) fue un asceta cristiano de la tribu Jazrach de Yatrib (Medina).

## Historia
Abú Amir fue un asceta cristiano opositor a Mahoma. Pertenecía a una de las dos tribus más importantes de Yatrib (Medina), los Jazrach.
Luchó con cincuenta de sus discípulos junto a Abu Sufyan (líder de Meca y opositor a Mahoma, también) en la Batalla de Uhud (625 d. C.) contra las tropas de Mahoma, entre las que estaba su propio hijo, Hamzala. Después de la victoria de los musulmanes en la batalla se refugió en territorio bizantino, donde esperaba reclutar tropas para acabar con la expansión del Islam. Al no conseguir sus propósitos volvió a Medina y fundó, junto a doce discípulos, la mezquita conocida como "La perjudicial" desde la que poder ganar seguidores entre los musulmanes de Medina.
Al regresar Mahoma de su expedición a Tabuk en 631 y enterarse de la construcción clandestina de la mezquita, la mandó destruir. Una vez más, Abú Amir tuvo que huir a tierras bizantinas donde murió poco después, solo y sin haber alcanzado su objetivo.